# مگس‌گیر بنددار
مگس‌گیر بنددار (نام علمی: Xenotriccus callizonus) گونه‌ای از پرندگان تیرهٔ ژیان‌مرغان است که در جنوب مکزیک، گواتمالا و السالوادور یافت می‌شود. از دست دادن زیستگاه آن را تهدید می‌کند.
زیستگاه طبیعی آن جنگل درختچه‌ای خشک نیمه‌گرمسیری یا گرمسیری است، به‌ویژه جنگلی که بلوط و کاج بر آن غالب است.